# Scatonomus viridis
Scatonomus viridis là một loài bọ cánh cứng trong họ Bọ hung (Scarabaeidae).